# Ed Solomon
Pour les articles homonymes, voir Solomon.
Ed Solomon est un scénariste et producteur américain, occasionnellement réalisateur et acteur, né le 15 septembre 1960.

## Biographie
Il est l'époux de l'actrice Cynthia Cleese (en) et donc le gendre de John Cleese et de Connie Booth. Il est diplômé de l'université de Californie à Los Angeles (UCLA) en sciences économiques.

## Filmographie

### Cinéma
Scénariste
- 1989 : L'Excellente Aventure de Bill et Ted
- 1991 : Les Aventures de Bill et Ted
- 1992 : Leaving Normal
- 1992 : Mom and Dad Save the World
- 1993 : Super Mario Bros.
- 1997 : Men in Black
- 2000 : Charlie et ses drôles de dames
- 2000 : De quelle planète viens-tu ?
- 2003 : Le Salut
- 2003 : Espion mais pas trop !
- 2009 : Dans ses rêves (Imagine That)
- 2013 : Insaisissables
- 2016 : Insaisissables 2 (Now You See Me: The Second Act)
- 2020 : Bill et Ted sauvent l'univers (Bill and Ted Face the Music) de Dean Parisot
- 2021 : No Sudden Move de Steven Soderbergh

Producteur
- 1991 : Les Aventures de Bill et Ted
- 1992 : Leaving Normal
- 2003 : Le Salut
- 2009 : Dans ses rêves (Imagine That)

Réalisateur
- 2003 : Le Salut

Acteur
- 1989 : L'Excellente Aventure de Bill et Ted
- 1991 : Les Aventures de Bill et Ted
- 1992 : Leaving Normal
- 1992 : Mom and Dad Save the World
- 2010 : Barry Munday (en)

### Télévision
Scénariste
- 1982-1983 : Laverne et Shirley (3 épisodes)
- 1987-1989 : It's Garry Shandling's Show (8 épisodes)
- 1990 : The Dave Thomas Comedy Show
- 1992 : Les Excellentes Aventures de Bill et Ted (en)
- 2023 : Full Circle (mini-série)

Réalisateur
- 1992 : Arresting Behavior (en)

## Distinctions
Nominations
- Saturn Award :
  - Saturn Award du meilleur scénario 1998 (Men in Black)
- Prix Hugo :
  - Meilleur film 1998 (Men in Black)